# Сычи (Черкасская область)
Сычи (укр. Сичі) — посёлок в Уманском районе Черкасской области Украины.
Население по переписи 2001 года составляло 7 человек. Почтовый индекс — 20041. Телефонный код — 4745.

## Местный совет
20041, Черкасская обл., Христиновский р-н, с. Сычовка